# Flughafen Cap-Haïtien

i7
i11
i13
Der Aéroport international de Cap-Haïtien (Haitianisch-Kreolisch Ayewopò Entènasyonal Kap Ayisyen, IATA-Code: CAP, ICAO-Code: MTCH) ist einer der beiden internationalen Flughäfen Haitis. Er befindet sich im Südosten der Stadt Cap-Haïtien.

## Geschichte
Nach dem verheerenden Erdbeben des Jahres 2010, das den Flughafen der Hauptstadt Port-au-Prince stark in Mitleidenschaft gezogen hatte, fiel die Entscheidung, einen weiteren Flughafen für den internationalen Verkehr auszubauen. Venezuela bot an, die Renovierung und den Ausbau der vorhandenen unbefestigten Rollbahn von knapp 1400 Meter Länge in der nördlichen Metropole zu finanzieren. Am 13. September 2010 wurde von haitianischen Firmen unter Projektleitung eines kubanisch-venezolanischen Konsortiums eine knapp 2300 Meter lange Betonpiste gebaut. Die Start- und Landebahn wurde im Oktober 2012 komplett neu asphaltiert, der Rest des Umbaus wurde im Februar 2013 abgeschlossen. Ein Teil der Arbeiten bestand darin, eine Straße um die Start- und Landebahn herum zu verlegen, die sie zuvor gekreuzt hatte.
Am 18. April 2013 gab ein Sprecher des haitianischen Premierministers Laurent Lamothe bekannt, den Flughafen zu Ehren des verstorbenen venezolanischen Präsidenten in „Internationaler Flughafen Hugo Chávez“ umzubenennen. Dies erfolgte einen Tag, bevor der haitianische Präsident Michel Martelly an der Amtseinführung von Nicolás Maduro in Caracas teilnahm. Es blieb jedoch bei der Ankündigung. Die Umbenennung des Flughafens wurde faktisch nicht durchgeführt.
Die amerikanische Billig-Fluggesellschaft Spirit Airlines wurde mit Linienflügen zwischen Cap-Haïtien und Fort Lauderdale zum wichtigsten Nutzer des Flughafens, bis sie im Jahr 2019 angesichts der Krise in Haiti die regelmäßige Verbindung einstellte. Im Jahr 2020 stellte American Airlines aus demselben Grund die Verbindung nach Miami ein. Die volatile Sicherheitslage in Haiti hielt an. Gleichwohl nahm im Oktober 2023 die haitianische Sunrise Airways regelmäßige Direktflüge nach Miami auf. In den 2010er Jahren eingerichtete Linienflüge verschiedener Gesellschaften von den Bahamas sowie den Turks and Caicos Islands wurden ebenso wie Inlandsflüge nach Port-au-Prince und Les Cayes eingestellt.